# DJ Ari SL
DJ Ari SL é um DJ gaúcho que ficou conhecido nacionalmente pelo hit Descer pra BC que foi lançado juntamente com Brenno & Matheus. A música foi considerada o hit do verão de 2024, alcançando a 1ª posição do Spotify Brasil, 18º do mundo e 5ª nos charts da Billboard.
Poucos meses depois do sucesso da Descer pra BC, Ari SL alcançou novo sucesso nacional com a música Ama Um Maloqueiro junto de Rafa & Junior e Hugo & Guilherme. A canção atingiu a 5ª posição do Spotify Brasil e teve ampla repercussão nas redes sociais.
DJ Ari SL assina a composição e a produção de ambos os hits.

## Carreira
Sua jornada na música começou em 2014, produzindo música eletrônica como hobby. No final de 2019, a convite de amigos universitários da Unisinos, em São Leopoldo, mergulhou no universo do Mega Funk, criando o "Baile da Pantera" para a atlética AAAMVS — baile que rapidamente ganhou notoriedade entre as atléticas do sul do Brasil.
A partir desse sucesso, consolidou-se como DJ Ari SL e passou a se dedicar profissionalmente à música. Durante a pandemia, dedicou-se exclusivamente a lançar faixas autorais nas plataformas de streaming. Em 2022 e 2023, alcançou destaque regional com as músicas Mega Funk da Gauchada e Mega Funk Perigosa e Linda.
Porém, foi no final de 2024 e no primeiro semestre de 2025, com os hits Descer pra BC, Tantão e Ama Um Maloqueiro, que Ari SL se consolidou como um dos principais DJs e compositores nacionais.